# مستوران
مستوران مجموعهٔ تلویزیونی ایرانی (فصل اول محصول ۱۴۰۱ به کارگردانی مسعود آب‌پرور و سیدجمال سیدحاتمی و فصل دوم محصول ۱۴۰۲ به کارگردانی سیدعلی هاشمی) است که به سفارش سازمان هنری رسانه‌ای اوج برای شبکه یک ساخته شده است. حمیدرضا آذرنگ، نازنین فراهانی و بیژن بنفشه‌خواه از بازیگران این مجموعه هستند. این مجموعه روایت‌گر ماجراهایی تلفیقی از داستان‌های کهن ایرانی مانند هزار و یک شب، کشکول، گلستان و شاهنامه است که در جایی در ایران حدود پانصد سال پیش، در شهری به نام «مستوران» رخ می‌دهد.
فصل اول این مجموعه از ۲ تیر الی ۳۱ تیر ۱۴۰۱ از شبکه یک به نمایش درآمد و فصل دوم آن از ۲۸ آذر ۱۴۰۲ از شبکه یک سیما پخش می‌شود. فصل‌های یک و دو این مجموعه برداشتی آزاد از رمان «مستوران» نوشته محمد حنیف است.

## خلاصه داستان

### فصل اول
فصل اول مستوران داستانی کهن از افسانه‌های دوران صفویان و غزنویان را روایت می‌کند؛ ماجرایی که در آن با حملهٔ قبیلهٔ وحشیان، کودکی به طرزی مرموز دزدیده می‌شود و مادرش داغدار می‌گردد. او به دنبال راهی است تا به هر قیمت کودکش را پس گیرد امّا موانع زیادی بر سر راهش خواهد بود.

### فصل دوم
بیست سال بعد از ماجراهای فصل اول مستوران، لطفعلی در روز سیزدهم فروردین موفق به دیدار ماه‌منیر، دختر حاکم مستوران می‌شود. این ملاقات آغاز عشقی زیبا و پرماجرا است؛ غافل از اینکه دختری از کودکی در انتظار اوست و از سوی دیگر، مردی قدرتمند در رؤیای رسیدن به ماه‌منیر است…

## بازیگران
| بازیگر          | نقش               | فصل |
| --------------- | ----------------- | --- |
| حمیدرضا آذرنگ   | لیث عطار          | ۱   |
| نازنین فراهانی  | لطیفه خاتون       | ۱   |
| بیژن بنفشه‌خواه  | شاور زرگر         | ۱   |
| رویا میرعلمی    | جهان‌دخت           | ۱٬۲ |
| مزدک رستمی      | صولت              | ۱   |
| الهام جعفرنژاد  | نورا              | ۱   |
| فاطمه گودرزی    | نورا              | ۲   |
| رسول نقوی       | صمصام             | ۱   |
| علی دهکردی      | تجسم انسانی سیمرغ | ۱   |
| رابعه اسکویی    | طلا               | ۱٬۲ |
| فرهاد آئیش      | ملاحسین           | ۲   |
| ثریا قاسمی      | صدری‌جان           | ۲   |
| بهنام تشکر      | نوذر              | ۲   |
| یدالله شادمانی  | دوال‌پا            | ۱٬۲ |
| قاسم زارع       | اعتصام            | ۲   |
| عیسی یوسفی پور  | حبیب بیگ          | ۱   |
| صفا آقاجانی     | نسا خاتون         | ۱   |
| جواد انصافی     | رئیس کاروان شادی  | ۱   |
| کاوه خداشناس    | لطفعلی            | ۲   |
| علی دیده‌بان     | لطفعلی            | ۱   |
| محیا دهقانی     | ماه‌منیر           | ۲   |
| نسرین نکیسا     | سیمین‌تاج          | ۲   |
| میلاد میرزایی   | گرگین             | ۲   |
| سولماز غنی      | زیور              | ۲   |
| محمدصادق ملک    | کیاوش             | ۲   |
| خسرو احمدی      | هدایت             | ۲   |
| پریسا مقتدی     | فیروزه            | ۲   |
| محمد اشکان‌فر    | خرم               | ۱   |
| الهه خادمی      | غزال              | ۱٬۲ |
| حمیدرضا معدنکن  | نظر               | ۱   |
| عبدالرضا نصاری  | مرادخان           | ۱   |
| حامد محمودی     | شهاب              | ۱٬۲ |
| ناصرعلی پاشا    | صاحب کاروان‌سرا    | ۱   |
| ناصرعلی پاشا    | دایی نصرت         | ۲   |
| علی رجایی       | حاجب              | ۲   |
| قربان نجفی      | سهل               | ۱٬۲ |
| سحر غمخوار      | هاجر              | ۱٬۲ |
| اسدالله یکتا    | ریش سفید طولیا    | ۱   |
| دانیال جوهرزاده | هامان             | ۲   |
| شاهو رستمی      | صائب              | ۲   |
| آریا نرج‌آبادی   | صائب              | ۱   |
| شکوفه هاشمیان   | نگین              | ۲   |
| سلما قهرمانی    | نگین              | ۱   |
| آزاده مویدی‌فرد  | سوده              | ۲   |
| گلبرگ محمدی     | سوده              | ۱   |
| آتش تقی‌پور      | نورعلی            | ۲   |
| محمد شیری       | علی‌مراد           | ۲   |
| فرشید زارعی‌فرد  | قاضی عشاقی        | ۲   |
| علی باقری       | سنجر              | ۲   |
| فرهاد روشن      | توماج             | ۲   |
| قاسم یوردخانی   | سمیر              | ۲   |
| سانای امیرآبادی | فائقه             | ۲   |
| لادن قناد       | طوبی              | ۲   |

## تولید
فصل اول سریال مستوران که برگرفته از قصه‌های کهن ایرانی است در ۲۶ قسمت تولید شده است و مجری طرح این مجموعه، استودیو بادبان است و فصل دوم ان نیز در همین استودیو درست شده است.

## فصل دوم
فصل دوم این مستوران در به کارگردانی سید علی هاشمی و تهیه‌کنندگی عطا پناهی ساخته شده نویسندگی آن را محمد حنیف بر عهده داشته است. ساخت فصل دوم این مجموعه از مرداد ۱۴۰۱ آغاز شد و در با فیلمبرداری آخرین سکانس در اردیبهشت ۱۴۰۲ به پایان رسید. این فصل، همانند فصل نخست، محصول سازمان رسانه‌ای اوج است و در استودیو بادبان تهیه و تولید شده است.
پخش این فصل از شبکه یک سیما از ۲۸ آذر ۱۴۰۲ آغاز شد.

## بازخورد
دیالوگ‌نویسی و داستان این مجموعه مورد انتقاد برخی از منتقدان قرار گرفته است. مائده کاشیان در روزنامهٔ خراسان، معرفی شخصیت‌ها، فضاسازی باورپذیر و نقش‌آفرینی بازیگران را از نقاط قوت این مجموعه دانست.